# Burhanuddin al-Helmy
Burhanuddin al-Helmy (ur. 29 sierpnia 1911 w stanie Perak, zm. 10 października 1969) – malezyjski polityk.

## Życiorys
Od 1928 studiował w Indiach, m.in. w college'u medycznym, a także na Uniwersytecie Muzułmańskim w Aligarhu, po ukończeniu którego nauczał języka arabskiego w Singapurze, gdzie był również aktywny w miejscowym ruchu muzułmańskim. Mówił biegle po angielsku, niderlandzku i urdu. Po powrocie do Malezji w 1936 publikował artykuły prasowe. Związał się ze stronnictwem politycznym Kesatuan Melayu Muda (Młodzi Malajowie), za co został aresztowany przez Brytyjczyków. Podczas japońskiej okupacji Malezji został doradcą ds. kulturalnych i religijnych i zorganizował kongres przywództwa muzułmańskiego na Malajach i Sumatrze. Po zakończeniu japońskiej okupacji w 1945 związał się z lewym skrzydłem Parti Kebangsaan Melayu Malaya. Był zwolennikiem unii Malezji i Indonezji. W 1956 objął przywództwo Pan-Malajskiej Partii Islamskiej i został członkiem parlamentu; funkcje te pełnił do końca życia.